# Aleksander Kremieniecki
Aleksander Jerzy Kremieniecki (ur. 25 marca 1906 w Łomży, zm. 27 lipca 1935 w Gorzkiewkach) – porucznik pilot Wojska Polskiego.

## Życiorys
Urodził się w Łomży. Był synem Sergiusza i Olgi Heleny z d. Sztroman. Po ukończeniu matury w gimnazjum w Łomży, wstąpił do Szkoły Podchorążych Lotnictwa (SPL) w Dęblinie. Promowany z 4 lokatą w 1930 roku. W związku z wysoką lokatą otrzymał wykonaną ze złota Odznakę Obserwatora z wygrawerowanym napisem „Czwartemu absolwentowi Szk. Pchor. Lot. w r. 1930 | Szef Deptu [Departamentu] Aeronautyki”. 
Skierowany do 4 pułku lotniczego – 41 eskadra liniowa w Toruniu. W 1932 ukończył kurs pilotażu CWOL. Porucznik  w 1933. Po przeszkoleniu w 1934 na KWP został odkomenderowany do samodzielnego dywizjonu doświadczalnego z przydziałem do eskadry prototypów. Zginął śmiercią lotnika 27 lipca 1935 roku pod Okęciem (okolica wsi Gorzkiewki) przy oblatywaniu prototypu PZL P.23 II Karaś (pierwszy lot samolotem w pełni obciążonym, z podwieszonymi pod płatem bombami cementowymi) wraz z załogą (por. obs. Tadeusz Odrowąż-Pieniążek i por. rez. obs. Stefan Marian Kłusek – oficerowie Instytutu Badań Technicznych Lotnictwa). 
Pochowany na Cmentarzu Wojskowym w Warszawie kwatera C-16, rząd 8, grób 7.